# ميخائيل فولودين
ميخائيل فولودين (بالروسية: Михаил Геннадьевич Володин)‏ هو لاعب كرة قدم روسي في مركز حراسة المرمى، ولد في 21 سبتمبر 1968 في سامارا في روسيا. لعب مع سيسكا موسكو وكريليا سوفيتوف سامارا وموردوفيا سارانسك ونادي كوبان كراسنودار.